# Iván de la Peña
Iván de la Peña López (* 6. května 1976 Santander) je bývalý španělský fotbalista. Nejčastěji hrál na pozici středního záložníka. Pro svoji techniku byl řazen k největším talentům své generace, jeho kariéru však poznamenala četná zranění.
Je odchovancem Racingu Santander, od roku 1991 byl hráčem FC Barcelona a v září 1995 debutoval v nejvyšší soutěži. Se španělskou reprezentací do 21 let byl finalistou Mistrovství Evropy ve fotbale hráčů do 21 let 1996 a čtvrtfinalistou olympijského turnaje. Získal cenu Don Balón pro objev sezóny 1995/96. S Barcelonou vyhrál Primera División 1998, Copa del Rey 1997 a 1998, Supercopa de España 1998, Pohár vítězů pohárů 1996/97 a Superpohár UEFA 1997. V roce 1998 přestoupil do SS Lazio, s nímž vyhrál Pohár vítězů pohárů 1998/99. V Laziu se však neprosadil do základní sestavy, hostoval v Olympique de Marseille a Barceloně a v roce 2002 odešel do RCD Espanyol, kde získal v roce 2007 Copa del Rey a byl finalistou Poháru UEFA 2006/07. V roce 2005 také odehrál pět zápasů za španělskou reprezentaci. Hráčskou kariéru ukončil v květnu 2011.
Měl přezdívku El Pequeño Buda (Malý Buddha) kvůli výšce pouhých 169 cm a vyholené hlavě.